# David Corrêa
David Antônio Corrêa (São João de Meriti, 5 de junho de 1937 – Rio de Janeiro, 10 de maio de 2020) foi um cantor, compositor e intérprete de samba-enredo brasileiro. Participou do campeonato de 1980 da Portela como intérprete e autor do samba da escola. É vencedor de dois Estandartes de Ouro, considerado o "Óscar do carnaval".
Ingressou na ala de compositores da Portela em 1972, vencendo a disputa de samba-enredo para o carnaval do ano seguinte. Foi precursor dos compositores que passaram a compor para escolas diferentes. Apesar de ser torcedor da Portela, assinou sambas na Mangueira, Salgueiro, entre outras, quebrando a tradição da época, em que os compositores mantinham-se fiéis à uma só escola.
Seus sambas são considerados de apelo popular, mesclando empolgação e lirismo, com letras simples e melodias contagiantes. É autor de clássicos do carnaval, como "Macunaíma, Herói de Nossa Gente" (1975); "Das Maravilhas do Mar, Fez-se o Esplendor de Uma Noite" (1981); "Skindô, Skindô" (1984); e "Atrás da Verde e Rosa Só não Vai Quem Já Morreu" (1994). Como intérprete de samba-enredo, teve passagens pela Portela, Imperatriz Leopoldinense, Salgueiro e Unidos de Vila Isabel. Também foi apoio do cantor Jamelão, na Mangueira.
Fora do carnaval, lançou quatro álbuns musicais de samba e pagode. Menino Bom em 1976; Lição de Malandragem em 1981; Pique Brasileiro em 1986, fazendo sucesso com a música "Estrela de Oiá"; e Chopp Escuro em 1991. Suas composições foram gravadas por artistas como Elza Soares, Caetano Veloso, Maria Bethania, Almir Guineto, Beth Carvalho, Jorge Aragão, Alcione, entre outros.

## Biografia
David Antônio Corrêa nasceu em São João de Meriti, no Rio de Janeiro, no dia 5 de junho de 1937. Foi criado no bairro do Engenho de Dentro, no subúrbio carioca. Filho de um sanfoneiro, estudou música desde cedo e aos cinco anos de idade, revelou aos pais sua vocação para o samba. Desde criança escrevia composições para o bloco carnavalesco da rua em que morava. Em 1972, ingressou na ala de compositores da Portela, vencendo a disputa de samba-enredo para o carnaval de 1973. Seu primeiro samba para a escola, "Pasárgada, o Amigo do Rei", recebeu dos jurados oficiais do carnaval, nota cinco em letra e nota três em melodia. A Portela se classificou na quarta colocação. Voltou a ter um samba seu no desfile da Portela em 1975. Composto junto com Norival Reis, "Macunaíma, Herói de Nossa Gente" recebeu as notas nove em letra e dez em melodia. Também ajudou a interpretar o samba no desfile, junto com Clara Nunes, Candeia e Silvinho do Pandeiro. A Portela foi a quinta colocada. O samba foi um sucesso, ganhando diversas regravações de outros artistas.
Em 1976, David lançou, pela Polydor, seu primeiro LP, intitulado Menino Bom. O disco apresentou parcerias de David com Toninho Nascimento, Norival Reis, Joel Menezes e Bebeto Di São João; além de composições de Gracia do Salgueiro. A partir de 1979, emplacou quatro sambas seguidos na Portela e interpretou as obras nos desfiles. No carnaval de 1979, a escola desfilou com "Incrível, Fantástico, Extraordinário", composto por David, Tião Nascimento e J. Rodrigues. O samba recebeu nota máxima dos jurados do carnaval e ganhou o Estandarte de Ouro de melhor samba-enredo do ano. A Portela se classificou no terceiro lugar. Em 1980, a escola desfilou com "Hoje Tem Marmelada", de David, Norival Reis e Jorge Macedo. O samba recebeu nota máxima e a Portela foi campeã do carnaval junto com Beija-Flor e Imperatriz Leopoldinense. No mesmo ano, David também compôs "Maravilhosa Marajó", para a Unidos da Ponte, junto com Luiz Piteira e Mazinho. O samba recebeu nota sete e a escola foi a décima colocada do Grupo 1B, a segunda divisão do carnaval carioca. Em 1981, a Portela desfilou com "Das Maravilhas do Mar, Fez-se o Esplendor de Uma Noite", de David e Jorge Macedo. O samba é comumente listado entre os melhores do carnaval, tendo ganho diversas regravações de outros artistas. Também ficou nas paradas de sucesso durante seis meses do ano. Mais uma vez, a escola obteve nota máxima no quesito samba-enredo e a obra foi premiada com o Estandarte de Ouro, considerado o "óscar do carnaval". Ainda em 1981, David gravou, pela Top Tape, seu segundo álbum, intitulado Lição de Malandragem. No disco, David canta composições de Jorge Aragão, Arlindo Cruz, Neguinho da Beija-Flor, Beto Sem Braço, entre outros; além de parcerias suas com Noca da Portela e Jorge Macedo. No carnaval de 1982, a Portela desfilou com "Meu Brasil Brasileiro", de David e Jorge Macedo. O samba recebeu duas notas nove e a escola foi vice-campeã.
Fora da Portela, David passou a compor para outras escolas, quebrando o costume da época, quando os compositores mantinham-se fiéis às suas agremiações. No carnaval de 1983, David foi o intérprete oficial da Imperatriz Leopoldinense. A escola foi a quarta colocada do carnaval. Em 1984, os Acadêmicos do Salgueiro desfilaram com um samba de David e Jorge Macedo. "Skindô, Skindô" foi apontado pela crítica como um dos melhores sambas do ano e recebeu nota máxima dos jurados do carnaval. Também virou canto de torcida nos estádios de futebol. No carnaval de 1985, a Unidos de Vila Isabel desfilou com o samba "Parece Até que Foi Ontem", de David, Jorge Macedo e Tião Grande. A obra recebeu nota máxima dos jurados do carnaval e a escola se classificou no terceiro lugar. No ano seguinte, David novamente assinou o samba da Vila, junto com Jorge Macedo. "De Alegria Cantei, de Alegria Pulei, de Três em Três, pelo Mundo Rodei" sugeria um trocadilho com palavrão no verso "Será, ô será / Que o samba ginga na voz Brasil / Mas deixa isto pra lá / E vá na pura do barril". A obra não conquistou a nota máxima e, com um desfile problemático, a Vila obteve o 11.º lugar. No mesmo ano, David lançou o LP Pique Brasileiro, onde fez sucesso com a música "Estrela de Oiá". O álbum foi dividido com os cantores e compositores Gracia do Salgueiro e Aluízio Machado. No carnaval de 1988, a Imperatriz Leopoldinense desfilou com o samba "Conta Outra que Essa Foi Boa", de autoria de David Corrêa, Zé Katimba, Gibi e Guga. A obra não recebeu boas notas e, com um desfile problemático, a escola obteve o 14.º lugar 
Em 1991, David lançou seu quarto álbum musical. Em Chopp Escuro, regravou sucessos como "Tatuagem" (de Chico Buarque e Ruy Guerra) e "Casa de Marimbondo" (de João Bosco e Aldir Blanc). No carnaval de 1993, foi um dos cantores de apoio do intérprete Jamelão no desfile da Estação Primeira de Mangueira. No mesmo ano, venceu a disputa de samba-enredo da escola para o carnaval de 1994, quando a Mangueira desfilou com "Atrás da Verde e Rosa Só não Vai Quem Já Morreu", de David, Carlos Senna, Bira do Ponto e Paulinho de Carvalho. O samba, em homenagem ao grupo Doces Bárbaros, fez sucesso e foi regravado por diversos artistas, incluindo dois dos homenageados, Caetano Veloso e Maria Bethânia. O famoso refrão principal ("Me leva que eu vou, sonho meu / Atrás da verde e rosa só não vai quem já morreu") foi adaptado por torcidas de futebol. No desfile das escolas de samba, recebeu nota máxima dos jurados. A Mangueira foi a 11.ª colocada. No ano seguinte, assinou junto com Adilson Torres, Déo e Caruso, o samba da Estácio de Sá, em homenagem ao Clube de Regatas do Flamengo, mas a obra não foi bem avaliada pelos jurados do concurso. A Estácio se classificou em sétimo lugar. No reveillon de 2000, participou do Show de Encerramento do Século e do Milênio na Praia da Barra da Tijuca, junto com Jorge Aragão, Zédi, Baianinho e Noca da Portela. No reveillon de 2001, participou da festa da virada na Praia da Moreninha, em Paquetá, junto com Carlos Dafé, Luiz Melodia, entre outros artistas. No carnaval de 2002, a Portela desfilou com o samba "Amazonas, Esse Desconhecido. Delírios e Verdades do Eldorado Verde", de David, Grillo e Naldo. A obra recebeu apenas uma nota 10 dos jurados. A Portela se classificou em oitavo lugar. No carnaval de 2013, a Tradição reeditou o samba de 1981 da Portela, "Das Maravilhas do Mar, Fez-se o Esplendor de Uma Noite". Um dos compositores do samba, David participou do desfile como cantor de apoio do intérprete Marquinhos Silva. A obra recebeu nota máxima dos jurados mas, com um desfile problemático, a Tradição classificou-se apenas na 16.ª colocação da Série A, a segunda divisão do carnaval.
Na segunda quinzena de abril, foi atropelado em Jacarepaguá, sendo hospitalizado em seguida. Após uma cirurgia, recebeu alta. Alguns dias depois, foi novamente internado, devido a um problema renal, falecendo no dia das mães, 10 de maio de 2020, aos 82 anos. Segundo a escola, familiares disseram que atestado de óbito informou que a causa da morte foi a COVID-19.

## Discografia

### Álbuns de estúdio
- 1976 - Menino Bom [12]

| N.º | Título                                                                              | Compositor(es)                           | Duração |  |
| 1.  | "Morena"                                                                            | David Corrêa; Toninho Nascimento         |         |  |
| 2.  | "Pot-pourri de Partido Alto; De Onde Que o Dinheiro Vem; Tá Tudo Aí; Senta Aí Vovó" | Gracia do Salgueiro                      |         |  |
| 3.  | "Cordel"                                                                            | David Corrêa; Toninho Nascimento         |         |  |
| 4.  | "Velhos Carrilhões"                                                                 | David Corrêa; Toninho Nascimento         |         |  |
| 5.  | "Império dos Aruás"                                                                 | David Corrêa; Norival Reis; Joel Menezes |         |  |
| 6.  | "Condomínio"                                                                        | David Corrêa; Toninho Nascimento         |         |  |
| 7.  | "Navio Velho"                                                                       | David Corrêa; Toninho Nascimento         |         |  |
| 8.  | "Na Linha da Barra"                                                                 | David Corrêa; Bebeto Di São João         |         |  |
| 9.  | "A Nega do Balangandã"                                                              | Antônio Damasceno; Maxine                |         |  |
| 10. | "Samango"                                                                           | David Corrêa; Toninho Nascimento         |         |  |
| 11. | "Bonde Piedade"                                                                     | David Corrêa; Toninho Nascimento         |         |  |
| 12. | "Que Dança É Essa"                                                                  | Gracia do Salgueiro                      |         |  |
| 13. | "Menino Bom"                                                                        | Carlito Cavalcanti; Romildo              |         |  |

- 1981 - Lição de Malandragem [21]

| N.º | Título                                                                                | Compositor(es)                      | Duração |  |
| 1.  | "Parei no Tempo"                                                                      | Jorge Aragão; Neoci; Luis Carlos    |         |  |
| 2.  | "Economia"                                                                            | David Corrêa; Noca da Portela       |         |  |
| 3.  | "Fim de Romance"                                                                      | David Corrêa; Jorge Macedo          |         |  |
| 4.  | "Meu Querido Vagabundo"                                                               | David Corrêa; Jorge Macedo          |         |  |
| 5.  | "Muito Embora Abandonado"                                                             | Mijinha                             |         |  |
| 6.  | "Lição de Malandragem"                                                                | Arlindo Cruz; Rixxa                 |         |  |
| 7.  | "Vamos Cantarolar"                                                                    | Neguinho da Beija-Flor              |         |  |
| 8.  | "Terminei Com a Nostalgia"                                                            | Argemiro da Portela; Paulinho César |         |  |
| 9.  | "Socorro"                                                                             | Beto Sem Braço/E. Machado           |         |  |
| 10. | "Das Maravilhas do Mar Fez-se o Esplendor de Uma Noite (Portela - Samba-enredo 1981)" | David Corrêa; Jorge Macedo          |         |  |

- 1986 - Pique Brasileiro [28]

| N.º | Título              | Compositor(es)                                     | Duração |  |
| 1.  | "Estrela de Oiá"    | David Corrêa                                       |         |  |
| 2.  | "Pagode do Gago"    | Gracia do Salgueiro; Gaguinho                      |         |  |
| 3.  | "Vegetariano"       | Aluízio Machado; Ovídio Bessa; Zé do Maranhão      |         |  |
| 4.  | "Quero Namorar"     | David Corrêa; Paulo Negão do Salgueiro             |         |  |
| 5.  | "Cheio de Saudade"  | Gracia do Salgueiro                                |         |  |
| 6.  | "Pique Brasileiro"  | David Corrêa; Aluízio Machado; Gracia do Salgueiro |         |  |
| 7.  | "O Camelô"          | David Corrêa; Rixxa                                |         |  |
| 8.  | "Obrigado Meu Deus" | Aluízio Machado; Beto Sem Braço                    |         |  |
| 9.  | "Nega Vivona"       | Gracia do Salgueiro                                |         |  |
| 10. | "O Vacilão"         | Aluízio Machado; Ovídio Bessa                      |         |  |

- 1991 - Chopp Escuro [30]

| N.º | Título                          | Compositor(es)                        | Duração |  |
| 1.  | "Moda da Pinga (Marvada Pinga)" | Laureano                              |         |  |
| 2.  | "Chopp Escuro"                  | David Corrêa; Jorge Macedo; A. Torres |         |  |
| 3.  | "Tatuagem"                      | Chico Buarque; Ruy Guerra             |         |  |
| 4.  | "Jardim da Portela"             | David Corrêa; Jorge Macedo            |         |  |
| 5.  | "Fim de Romance"                | David Corrêa; Jorge Macedo            |         |  |
| 6.  | "Casa de Marimbondo"            | João Bosco; Aldir Blanc               |         |  |
| 7.  | "Retina"                        | David Corrêa; Jorge Macedo; A. Torres |         |  |
| 8.  | "Bom Jesus dos Navegantes"      | Walmir Lima; Lupa                     |         |  |
| 9.  | "Velhas Cartas"                 | David Corrêa; Vicente Matos           |         |  |
| 10. | "Falsa Liberdade"               | David Corrêa; Jorge Macedo            |         |  |

### Compactos simples
- 1977

CPS lançado pela gravadora Chantecler em 1977.
| N.º | Título           | Compositor(es)                   | Duração |  |
| 1.  | "Bamba De Viola" | David Corrêa; Toninho Nascimento |         |  |
| 2.  | "Cara De Pau"    | David Corrêa; Wilson Oliveira    |         |  |

- 1979

CPS lançado pela gravadora RGE em 1979.
| N.º | Título            | Compositor(es)      | Duração |  |
| 1.  | "Pintou Na Cuca"  | David Corrêa; Dicró |         |  |
| 2.  | "Pagode Da Sogra" | David Corrêa        |         |  |

- 1980

CPS lançado pela gravadora Top Tape em 1980.
| N.º | Título                                   | Compositor(es)           | Duração |  |
| 1.  | "Não Posso Mais (Melô Da Dona Encrenca)" | David Corrêa             |         |  |
| 2.  | "Jacaré Papão"                           | David Corrêa; Jota Ramos |         |  |

### Participações
Abaixo, a lista de álbuns de coletânea com participação de David Corrêa.
| Ano  | Álbum                                                      | Faixa | Título                                                                              | Compositor(es)                                                   | Gravadora         | Ref.   |
| ---- | ---------------------------------------------------------- | ----- | ----------------------------------------------------------------------------------- | ---------------------------------------------------------------- | ----------------- | ------ |
| 1972 | CPS                                                        | 1     | Quero Ver Minha Escola Passar                                                       | David Corrêa                                                     | Todamérica        | [ 41 ] |
| 1973 | Eu Quero É Cair na Folia                                   | 1     | Quero Ver Minha Escola Passar                                                       | David Corrêa                                                     | Todamérica        | [ 42 ] |
| 1973 | Sambas de Enredo 1973                                      | 1     | Pasárgada, o Amigo do Rei                                                           | David Corrêa                                                     | Top Tape          | [ 43 ] |
| 1974 | Tem Gente Bamba na Roda de Samba                           | 1     | Bom Dia, Portela                                                                    | David Corrêa; Bebeto Di São João                                 | Continental       | [ 44 ] |
| 1974 | Tem Gente Bamba na Roda de Samba                           | 10    | Não Acredito em Mulher                                                              | David Corrêa; Bebeto Di São João                                 | Continental       | [ 44 ] |
| 1975 | Super Parada Tupi - Vol. 2                                 | 4     | Cê-erre Cifrão                                                                      | David Corrêa; Norival Reis                                       | Continental       | [ 45 ] |
| 1977 | Elite do Samba - Grupo de Ouro                             | 6     | Lágrima Serena                                                                      | David Corrêa; Toninho Nascimento                                 | Polyfar / Philips | [ 46 ] |
| 1978 | Sambas de Enredo 1979                                      | 6     | Incrível, Fantástico, Extraordinário                                                | David Corrêa; Tião Nascimento; J. Rodrigues                      | Top Tape          | [ 47 ] |
| 1979 | Sambas de Enredo 1980                                      | 5     | Hoje Tem Marmelada                                                                  | David Corrêa; Norival Reis; Jorge Macedo                         | Top Tape          | [ 48 ] |
| 1980 | CDP Bicharada                                              | 3     | Jacaré Papão                                                                        | David Corrêa; Jota Ramos                                         | Top Tape          | [ 49 ] |
| 1980 | Sambas de Enredo 1981                                      | 5     | Das Maravilhas do Mar, Fez-se o Esplendor de Uma Noite                              | David Corrêa; Jorge Macedo                                       | Top Tape          | [ 50 ] |
| 1981 | Sambas de Enredo 1982                                      | 10    | Meu Brasil Brasileiro                                                               | David Corrêa; Jorge Macedo                                       | Top Tape          | [ 51 ] |
| 1983 | Sambas de Enredo 1984                                      | 10    | Skindô, Skindô                                                                      | David Corrêa; Jorge Macedo                                       | Top Tape          | [ 52 ] |
| 1984 | 10 Anos de Samba-Enredo - G.R.E.S. Acadêmicos do Salgueiro | 1     | Skindô, Skindô                                                                      | David Corrêa; Jorge Macedo                                       | Top Tape          | [ 53 ] |
| 1984 | 10 Anos de Samba-Enredo - G.R.E.S. Portela                 | 2     | Meu Brasil Brasileiro                                                               | David Corrêa; Jorge Macedo                                       | Top Tape          | [ 54 ] |
| 1984 | 10 Anos de Samba-Enredo - G.R.E.S. Portela                 | 3     | Hoje Tem Marmelada                                                                  | David Corrêa; Norival Reis; Jorge Macedo                         | Top Tape          | [ 54 ] |
| 1984 | 10 Anos de Samba-Enredo - G.R.E.S. Portela                 | 7     | Das Maravilhas do Mar, Fez-se o Esplendor de Uma Noite                              | David Corrêa; Jorge Macedo                                       | Top Tape          | [ 54 ] |
| 1984 | 10 Anos de Samba-Enredo - G.R.E.S. Portela                 | 8     | Incrível, Fantástico, Extraordinário                                                | David Corrêa; Tião Nascimento; J. Rodrigues                      | Top Tape          | [ 54 ] |
| 1984 | CDP                                                        | 1     | Parece Até que Foi Ontem                                                            | David Corrêa; Jorge Macedo; Tião Grande                          | Opus Columbia/CBS | [ 55 ] |
| 1984 | Passarela do Samba - "O Maior Espetáculo da Terra"         | 4     | Skindô, Skindô                                                                      | David Corrêa; Jorge Macedo                                       | Top Tape          | [ 56 ] |
| 1985 | Sambas de Enredo 1986                                      | 2     | De Alegria Cantei, de Alegria Pulei, de Três em Três, pelo Mundo Rodei              | David Corrêa; Jorge Macedo                                       | RCA Victor        | [ 57 ] |
| 1993 | Escolas de Samba - Portela                                 | 2     | Hoje Tem Marmelada (Portela - Samba-enredo 1980)                                    | David Corrêa; Norival Reis; Jorge Macedo                         | Sony Music        | [ 58 ] |
| 1993 | Escolas de Samba - Portela                                 | 2     | Das Maravilhas do Mar Fez-se o Esplendor de Uma Noite (Portela - Samba-enredo 1981) | David Corrêa; Jorge Macedo                                       | Sony Music        | [ 58 ] |
| 1993 | Escolas de Samba - Portela                                 | 6     | Macunaíma, Herói de Nossa Gente (Portela - Samba-enredo 1975)                       | David Corrêa; Norival Reis                                       | Sony Music        | [ 58 ] |
| 1993 | Sambas de Enredo 1994                                      | 4     | Atrás da Verde e Rosa Só não Vai Quem Já Morreu                                     | David Corrêa, Carlos Senna, Bira do Ponto e Paulinho de Carvalho | BMG-Ariola        | [ 59 ] |
| 1997 | 40 Anos de Música - 1978                                   | 16    | Pintou Na Cuca                                                                      | David Corrêa; Dicró                                              | RGE               | [ 60 ] |
| 2000 | Vila Isabel                                                | 1     | De Alegria Cantei, de Alegria Pulei, de Três em Três, pelo Mundo Rodei              | David Corrêa; Jorge Macedo                                       | BMG Brasil        | [ 61 ] |

## Composições
Além das canções lançadas em seus álbuns, David Corrêa também compôs para outros cantores. Diversas escolas de samba também desfilaram com obras suas.

### Sambas de enredo
Abaixo, os sambas de enredo compostos por David.
| Legenda: N Campeã do carnaval |

| Ano  | Divisão        | Escola de Samba               | Colocação   | Samba de Enredo                                                        | Compositores                                                     | Ref.   |
| ---- | -------------- | ----------------------------- | ----------- | ---------------------------------------------------------------------- | ---------------------------------------------------------------- | ------ |
| 1973 | Grupo 1        | Portela                       | 4.º lugar   | Pasárgada, o Amigo do Rei                                              | David Corrêa                                                     | [ 62 ] |
| 1975 | Grupo 1        | Portela                       | 5.º lugar   | Macunaíma, Herói de Nossa Gente                                        | David Corrêa e Norival Reis                                      | [ 63 ] |
| 1979 | Grupo 1A       | Portela                       | 3.º lugar   | Incrível, Fantástico, Extraordinário                                   | David Corrêa, Tião Nascimento e J. Rodrigues                     | [ 64 ] |
| 1980 | Grupo 1A       | Portela                       | Campeã      | Hoje Tem Marmelada                                                     | David Corrêa, Norival Reis e Jorge Macedo                        | [ 65 ] |
| 1980 | Grupo 1B       | Unidos da Ponte               | 10.º lugar  | Maravilhosa Marajó                                                     | David Corrêa, Luiz Piteira e Mazinho                             | [ 66 ] |
| 1981 | Grupo 1A       | Portela                       | 3.º lugar   | Das Maravilhas do Mar, Fez-se o Esplendor de Uma Noite                 | David Corrêa e Jorge Macedo                                      | [ 67 ] |
| 1982 | Grupo 1A       | Portela                       | Vice-campeã | Meu Brasil Brasileiro                                                  | David Corrêa e Jorge Macedo                                      | [ 68 ] |
| 1984 | Grupo 1A       | Acadêmicos do Salgueiro       | 4.º lugar   | Skindô, Skindô                                                         | David Corrêa e Jorge Macedo                                      | [ 69 ] |
| 1985 | Grupo 1A       | Unidos de Vila Isabel         | 3.º lugar   | Parece Até que Foi Ontem                                               | David Corrêa, Jorge Macedo e Tião Grande                         | [ 70 ] |
| 1986 | Grupo 1A       | Unidos de Vila Isabel         | 11.º lugar  | De Alegria Cantei, de Alegria Pulei, de Três em Três, pelo Mundo Rodei | David Corrêa e Jorge Macedo                                      | [ 71 ] |
| 1988 | Grupo 1        | Imperatriz Leopoldinense      | 14.º lugar  | Conta Outra que Essa Foi Boa                                           | David Corrêa, Zé Katimba, Gibi e Guga                            | [ 72 ] |
| 1994 | Grupo Especial | Estação Primeira de Mangueira | 11.º lugar  | Atrás da Verde e Rosa Só não Vai Quem Já Morreu                        | David Corrêa, Carlos Senna, Bira do Ponto e Paulinho de Carvalho | [ 73 ] |
| 1995 | Grupo Especial | Estácio de Sá                 | 7.º lugar   | Uma Vez Flamengo...                                                    | David Corrêa, Adilson Torres, Déo e Caruso                       | [ 74 ] |
| 2002 | Grupo Especial | Portela                       | 8.º lugar   | Amazonas, Esse Desconhecido. Delírios e Verdades do Eldorado Verde     | David Corrêa, Grillo e Naldo                                     | [ 75 ] |

### Outras
Abaixo, em ordem alfabética, as composições de David Corrêa gravadas por outros artistas, o álbum e o ano dos lançamentos.
"Amor Atrevido": Agepê em Canto pra Gente Cantar (1988)
"Antiguidade": Délcio Carvalho em A Lua e o Conhaque (2000)
"Barquinho Branco": Almir Guineto em Jeito de Amar (1989)
"Bom Dia, Portela": Elza Soares em Elza Soares (1974)
"Brinquedo da Vida": Agepê em Agepê (1986)
"Cacos": Almir Guineto em Pés (1997)
"Corda Poída": Chico da Silva em Na Hora H (1984)
"De Bem Com a Vida": Almir Guineto em O Que Passou, Passou (1991)
"De Palmares ao Tamborim": Roberto Ribeiro em De Palmares ao Tamborim (1984)
"Madrugada Vai Chegar": Elza Soares e Miltinho em Elza, Miltinho e Samba - Vol. 3 (1969)
"Manchete": Tacira da Portela em Grêmio Recreativo Escola de Samba Portela (1972)
"Meia-Noite Já É Dia": Elza Soares em Elza Soares (1974)
"Não Sei": Roberto Ribeiro em Coisas da Vida (1979)
"No Calor do Teu Amor": Agepê em Mistura Brasileira (1984)
"O Arrebol": Agepê em Cultura Popular (1990)
"O Patrão Pediu Serão": Roberto Ribeiro em Fala Meu Povo! (1980)
"O Que Passou, Passou": Almir Guineto em De Bem Com a Vida (1991)
"Poupança do Amor": Gasolina em Mr. Samba Depois das 10 (1979)
"Quero Ser o Teu Amor Agora":  Clarice Seabra em Tempo (1998)
"Sabia que Você Vinha": Jorginho do Império em Jorginho do Império (1987)
"Se Liga": Samba Som Sete em Um Toque a Mais (1987)
"Terreirão": Almir Guineto em Almir Guineto (1999)
"Um Grande Amor Nunca Termina": Agepê em Agepê (1987)
"Vamos Sorrir Pra Vida": Julio e Greicy em Julio e Greicy (1982)
"Zum Zum Zum (Marimbondo)": Zuzuca do Salgueiro em O Sambista Zuzuca (1971)

### Regravações
Abaixo, em ordem alfabética, as composições de David Corrêa regravadas por outros artistas, o álbum e o ano dos lançamentos.
- "Atrás da Verde e Rosa Só não Vai Quem Já Morreu"

1. Caetano Veloso em Prenda Minha (1999)
2. Emílio Santiago em Aquarela Brasileira 7 (1994)
3. Luís Carlos Vinhas em Piano na Mangueira (1996)
4. Maria Bethânia em Maria Bethânia Ao Vivo (1995) e De Santo Amaro a Xerém - Maria Bethânia e Zeca Pagodinho (2018)
5. Neguinho da Beija-Flor e Wander Pires em Os Melhores Sambas de Enredo (1994)
6. Só Pra Contrariar em Só Pra Contrariar (1994)
7. Velha Guarda da Mangueira em Ao Vivo - Convidados Especiais (2008)

- "Bom Dia, Portela"

1. Bebeto Di São João em Encontro de Poetas (1994)
2. Elza Soares em Voltei (1988)
3. Os Caretas em Samba É Uma Parada - Vol. 8 (1975)

- "Conta Outra que Essa Foi Boa"

1. Elymar Santos em Missão Ser Feliz (1991)

- "Das Maravilhas do Mar Fez-se o Esplendor de Uma Noite"

1. A Cor do Som em As Quatro Fases do Amor (1983)
2. Agepê em Agepê (1990)
3. Luís Carlos Vinhas em Baila com Vinhas (1982)
4. Maria Bethânia em Mar de Sophia (2006) e Dentro do Mar Tem Rio - Ao Vivo (2007)
5. Monobloco em Arrastão da Alegria (2013)
6. Pedro Borges em É Preciso Mudar (2001)

- "Economia"

1. Grupo Nova Cor em Toque de Magia (1992) e É Samba (1994)

- "Estrela de Oiá"

1. Jorginho do Império em Um Cidadão do Samba (1995)

- "Hoje Tem Marmelada"

1. Elza Soares em CPS (1979)
2. Marcus Nunes em Órgão, Samba e Percussão (1980)
3. Pery Ribeiro em Brasileiríssimas (1981)
4. Sambalivre em Samba, Suor e Ouriço - Vol. 5 (1980)

- "Jacaré Papão"

1. Barbosa e Steneio em O Melhor do Partido Alto (1981)

- "Macunaíma, Herói de Nossa Gente"

1. Ângela Maria em Sambas Enredo 75 (1975)
2. Conjunto Nosso Samba, Silvinho do Pandeiro e Clara Nunes em Só Sucessos - Vol. 14 (1975)
3. Gasolina em Gasolina do Brasil Presents The New Brasas Samba Show (1976)
4. Jamelão em Os Melhores Sambas Enredo 75 (1974), Sambas de Enredo de Todos os Tempos (1982) e A Voz do Samba (1997)
5. João Nogueira e Clara Nunes em Raridades (2004)
6. Marcos Moran em Escolas de Samba - Enredo 75 (1975)
7. Mestre Marçal em História das Escolas de Samba - Portela (1975)
8. Mina das Minas em Mina das Minas (1988)
9. Os Batuqueiros e As Mulatas em Patola o Siri (1975) e Samba dos Bons - Vol. 2 (1975)
10. Os Caretas em Samba É Uma Parada - Vol. 8 (1975)
11. Os Motokas em As 30 Mais Vol. 3 (1975)
12. Os Pagodeiros do Largo do Estácio em Sambas que Marcaram - Vol. 2 (1975)
13. Quarteto em Cy em Os Maiores Sambas-Enredo de Todos os Tempos - Vol. 3 (1975)
14. Sambalivre em Samba, Suor e Ouriço - Vol. 5 (1980)
15. Samba Maior em Samba Maior (1974)

- "Meiguice Descarada"

1. Almir Guineto em Olhos da Vida (1988)
2. Reinaldo em Pagode pra Valer Vol. 2 (2000)

- "Mel na Boca"

1. Alcione em Nos Bares da Vida - Ao Vivo (2000)
2. Almir Guineto em Almir Guineto (1986)
3. Beth Carvalho em Pérolas do Pagode (1998)
4. Dirceu Leite e Ovídio Brito em Cacique Instrumental (2009)
5. Dona Ivone Lara em Bodas de Ouro (1998)
6. Dorina em Cidade do Samba (2007)
7. Grupo Levanta Poeira em Grupo Levanta Poeira Apresenta o Melhor do Pagode (1987)
8. Grupo Raça em Raça e Raiz (2002)
9. Joanna e Jorge Aragão em Todo Acústico (2003) e 25 Anos Entre Amigos (2004)
10. Jorge Vercillo em Samba Social Clube 4 - Ao Vivo (2009)
11. Reinaldo em Reinaldo e Seus Convidados - Pagode pra Valer (1999)
12. Samba De Raiz em Samba De Raiz (2002)

- "Pasárgada, o Amigo do Rei"

1. As Gatas em Carnaval do Brasil (1973)
2. Ataulpho Júnior em Quando as Escolas se Encontram (1973)
3. Banda de Ipanema em Banda de Ipanema (1977)
4. Conjunto Explosão do Samba em Explosão do Samba Vol. 2 (1973) e Rio Fantástico (1973)
5. Milton Banana em Milton Banana Trio (1973)
6. Netinho "Clarinete" em Clarinesamba (1973)
7. Os Partideiros do Plá e Noel Rosa de Oliveira em Metem Bronca (1973)

- Quero Ver Minha Escola Passar"

1. Ataulpho Júnior em Quando as Escolas se Encontram (1973)
2. Marcos Moran e Samba Som Sete em Transamba (1973)
3. Silvinho do Pandeiro em Sambas-Enredo 73 (1973)

- "Sandália de Prata"

1. Renata Lú em Sandália de Prata (1976)
2. Sambariô em 30 Sambas (1976)

- "Skindô, Skindô"

1. Vaguinho em Escolas de Samba - Enredo Salgueiro (1993)

- "Velhos Carrilhões"

1. Os Caretas em Samba É Uma Parada - Vol. 10 (1976)

## Carnavais

### Como intérprete
David foi intérprete de samba-enredo em diversos desfiles, a maioria com sambas de sua própria autoria. Em outras ocasiões foi apoio do intérprete oficial.
| Ano  | Divisão        | Escola de Samba               | Colocação   | Função                                                            | Ref.   |
| ---- | -------------- | ----------------------------- | ----------- | ----------------------------------------------------------------- | ------ |
| 1973 | Grupo 1        | Portela                       | 4.º lugar   | Intérprete oficial junto com Silvinho da Portela                  | [ 62 ] |
| 1975 | Grupo 1        | Portela                       | 5.º lugar   | Intérprete oficial junto com Norival Reis                         | [ 63 ] |
| 1979 | Grupo 1A       | Portela                       | 3.º lugar   | Intérprete oficial junto com Silvinho da Portela e Abílio Martins | [ 64 ] |
| 1980 | Grupo 1A       | Portela                       | Campeã      | Intérprete oficial junto com Silvinho da Portela                  | [ 65 ] |
| 1981 | Grupo 1A       | Portela                       | 3.º lugar   | Intérprete oficial                                                | [ 67 ] |
| 1982 | Grupo 1A       | Portela                       | Vice-campeã | Intérprete oficial                                                | [ 68 ] |
| 1983 | Grupo 1A       | Imperatriz Leopoldinense      | 4.º lugar   | Intérprete oficial                                                | [ 7 ]  |
| 1984 | Grupo 1A       | Acadêmicos do Salgueiro       | 4.º lugar   | Intérprete oficial                                                | [ 69 ] |
| 1985 | Grupo 1A       | Unidos de Vila Isabel         | 3.º lugar   | Intérprete oficial                                                | [ 70 ] |
| 1986 | Grupo 1A       | Unidos de Vila Isabel         | 11.º lugar  | Intérprete oficial junto com Gera e Jorge Tropical                | [ 71 ] |
| 1990 | Grupo Especial | Império Serrano               | 11.º lugar  | Apoio do intérprete Tico do Gato                                  | [ 7 ]  |
| 1993 | Grupo Especial | Estação Primeira de Mangueira | 5.º lugar   | Apoio do intérprete Jamelão                                       | [ 7 ]  |
| 1994 | Grupo Especial | Estação Primeira de Mangueira | 11.º lugar  | Apoio do intérprete Jamelão                                       | [ 7 ]  |
| 2002 | Grupo Especial | Portela                       | 8.º lugar   | Apoio do intérprete Gera                                          | [ 7 ]  |
| 2013 | Série A        | Tradição                      | 16.º lugar  | Apoio do intérprete Marquinhos Silva                              | [ 7 ]  |

### Títulos e estatísticas
David participou do campeonato de 1980 da Portela como intérprete e compositor do samba-enredo da escola.
| Divisão  | Campeonato | Ano  | Vice | Ano  | Terceiro lugar | Ano               |
| -------- | ---------- | ---- | ---- | ---- | -------------- | ----------------- |
| Grupo 1A | 1          | 1980 | 1    | 1982 | 3              | 1979, 1981 e 1985 |

## Premiações
Abaixo, a lista de prêmios recebidos por David.
- Estandarte de Ouro

1979 - Melhor Samba-Enredo (Portela - "Incrível, Fantástico, Extraordinário") 
1981 - Melhor Samba-Enredo (Portela - "Das Maravilhas do Mar, Fez-se o Esplendor de Uma Noite") 
- S@mba-Net

2013 - Personalidade 